# 855型核潛艇
亞森級核動力攻擊潛艇（俄語：Проект 885 "Ясень"，意為885號工程「梣樹」，亦譯為白蜡樹級，西方称為雅森级或「北德文斯克級」也有错误地称为葛莱尼级(Graney)者）是俄羅斯海軍的通用攻擊型核動力潛艇，由阿庫拉級和阿爾法級發展而來，计划用來取代目前俄羅斯海軍中於蘇聯時期研製的潛艇，包括阿庫拉級和奧斯卡級。全級艦都以俄羅斯城市名為名。

## 歷史
該級潛艇的建造於1993年12月21日即開始，原本預定在1998年就下水第一艘，但因為財務問題而延遲。到了1996年時，潛艇製造工程幾乎完全停止，根據一些報告認為當時其建設進度還不到10％。2003年時，建設工程得到了額外的資金，再度開始進行此时又再次对设计进行了更改。
到了2004年，儘管潛艇建造工程並未停止，但因為優先考慮到新型的北风之神级彈道核潛艇，亞森級首艦北德文斯克號的建造到2010年前都未完成。2006年7月，俄羅斯軍事工業委員會副委員長弗拉迪斯拉夫·普丁林（Vladislav Putilin）宣稱在2015年之前，俄羅斯海軍將會有兩艘亞森級潛艇。2009年7月24日，亞森級第二艘潛艇——喀山號建設作業起工，7月26日俄羅斯海軍總司令部宣稱自2011年開始，每一年都將會有一艘新的通用核潛艇下水，且並非限定是亞森級。根據2009年8月來自美國海軍情報局的報告，亞森級潛艇的安靜程度應該會是俄中潜艇中最高者，但仍然不如美军海狼级和弗吉尼亚级核潜艇。
2010年4月據報導，應在5月7日下水的第一艘亞森級因為「技術原因」而被迫延遲。2010年6月15日，首艦舉行了下水儀式。按照計劃，該潛艇將在2010年底或2011年初服役。據推測，第一艘亞森級潛艇耗費約10億美金，而有另外一個消息來源指出實際上花了20億美金。
2012年8月据俄罗斯海军网报道，亚森级在试航中出现反应堆动力不足，问题解决后，亚森级的服役推迟到2013年12月，目前2号舰已经基本完成建造並将於2020年服役，3、4号舰已分別於2013年及2014年开始建造。至2020年7月的最新消息，亞森級8號及9號艦於同年7月20日起工建造。俄羅斯曾決議在2018年以後簽約建造最新型的赫斯基级多功能攻擊核潛艇。目前未能確定亞森級的建造是否告一段落。

## 概述
船體的設計俄羅斯宣稱是為世界最先進的，體型大於阿庫拉級，采用半壳结构，並有比其更強大的火力。該潛艇被設計為裝設32枚不同規格的巡弋飛彈，包括的3M51阿爾法、P-800导弹、RK-55格蘭特潛射飛彈，共有10個魚雷發射管，還可發射反艦飛彈（如RPK-7）或是佈雷。此級為俄羅斯首級裝備球形聲納的潛艇，使用的是K-403号潜艇测试过的MGK-600伊里其斯-安福拉式（Irytysh-Amfora），由於其大尺寸的球形體積，魚雷管略為傾斜，它改进后称为MGK-600B也装在北风之神级上。該潛艇的乘員編制為90人，自动化程度极高，與美國最新攻擊型潛艇維吉尼亞級核潛艇的134人相比，顯得少的多。
该型核潜艇另有改造新型号，被称为白蜡树-M型核潜艇，其最大下潜深度600米，航速15-30节，乘员85人。白蜡树-M型核潜艇武装有8具“缟玛瑙”、“口径”和“锆石”导弹发射装置以及10个用于32枚导弹和30枚鱼雷的鱼雷发射器。

## 同型各舰
| 艦艇編號 | 工程代號 | 艦名               | 開始建造時間   | 下水時間       | 服役時間       | 隸屬艦隊   |
| -------- | -------- | ------------------ | -------------- | -------------- | -------------- | ---------- |
| K-560    | 885      | 北德文斯克號       | 1993年12月21日 | 2010年6月15日  | 2013年12月30日 | 北方艦隊   |
| K-561    | 885M     | 喀山號             | 2009年7月24日  | 2017年3月31日  | 2021年5月7日   | 北方艦隊   |
| K-573    | 885M     | 新西伯利亞號       | 2013年7月26日  | 2019年12月25日 | 2021年12月21日 | 太平洋艦隊 |
| K-571    | 885M     | 克拉斯諾亞爾斯克號 | 2014年7月27日  | 2021年7月30日  | 2023年12月11日 | 太平洋艦隊 |
| K-564    | 885M     | 阿爾漢格爾斯克號   | 2015年3月19日  | 2023年11月29日 | 2024年12月27日 | 北方艦隊   |
|          | 885M     | 彼爾姆號           | 2016年7月29日  |                | 預計2025年     | 太平洋艦隊 |
|          | 885M     | 烏里揚諾夫斯克號   | 2017年7月28日  |                |                | 未定       |
|          | 885M     | 沃羅涅日號         | 2020年7月20日  |                | 預計2027年     |            |
|          | 885M     | 符拉迪沃斯托克號   | 2020年7月20日  |                | 預計2027年     |            |
|          | 885M     | 布拉茨克號         | 預計2027年     |                |                |            |

## 資料來源
1. 1 2 3 4
2. 1 2  （英文）Project 885 Yasen / Graney （页面存档备份，存于）
3. ↑  该弹的陆射型号为RK-55石榴石/SSC-X-4弹弓而P-800的出口型号称为红宝石
4. ↑  （英文）. RIA Novosti. July 25, 2008  [1 January 2011]. （原始内容存档于2009-08-31）.
5. ↑  （英文）Blank, Stephen J.; Richard Weitz.  (PDF). Strategic Studies Institute (SSI) | U.S. Army War College: 349. July 2010  [1 January 2011]. （原始内容存档 (PDF)于2010-12-24）.
6. ↑  （英文）Maerli, Morten Bremer.  (PDF).   [1 January 2011]. （原始内容存档 (PDF)于2010-11-13）.
7. ↑  （英文）Project 885 Yasen / Graney / Granay  （页面存档备份，存于）
8. ↑  （英文）Russia Chooses Its Future Armament （页面存档备份，存于）
9. ↑  （英文）Russia to lay down one multipurpose submarine a year from 2011 （页面存档备份，存于）
10. ↑  （英文） (PDF). Office of Naval Intelligence. August 2009: 22  [6 December 2010]. （原始内容存档 (PDF)于2011-01-05）.
11. ↑  （英文）Naval-Technology.com , News 14th April 2010 （页面存档备份，存于）
12. ↑  （英文）Russia delays launch of new nuclear submarine （页面存档备份，存于）
13. ↑  （英文）Russia to float out new nuclear submarine after delay （页面存档备份，存于）
14. ↑  （英文）New Russian nuclear submarine will not enter serial production - paper （页面存档备份，存于）
15. ↑  .   [2011-02-28]. （原始内容存档于2012-10-18）.
16. ↑  （英文）Russians Launch First Yasen-class Submarine; Others in Doubt? （页面存档备份，存于）
17. ↑  中国船舶信息中心 穆玉苹. 邓曦光 , 编. . 中国国防科技信息网. 2012-08-15  [2014-04-12]. （原始内容存档于2013-09-27） （中文（中国大陆））.
18. 1 2  . 俄罗斯卫星通讯社. 2022-01-20  [2022-02-05]. （原始内容存档于2022-01-28） （中文）.
19. ↑  （英文）SSN Severodvinsk to start mooring trials in December （页面存档备份，存于）
20. ↑  （英文）Russia floats out new nuclear submarine  （页面存档备份，存于）
21. ↑  （俄文）Новые фото с церемонии вывода АПК "Северодвинск" из стапельного цеха （页面存档备份，存于）
22. ↑  （俄文）Проект 885 и 885М «Ясень» （页面存档备份，存于）
23. ↑  （英文）New attack submarine will be called “Kazan” （页面存档备份，存于）
24. ↑  （俄文）На "Севмаше" заложили новую атомную подлодку для ВМФ России （页面存档备份，存于）
25. ↑  .   [2017-03-31]. （原始内容存档于2017-04-01）.

## 外部連結
- 俄羅斯電視台-855型核潛艇 （页面存档备份，存于）